# 灵石东站
灵石东站，位于中华人民共和国山西省晋中市灵石县马和乡张嵩村，是大西高速铁路上的高铁站，2009年12月3日开工、2013年8月20日完工，于2014年7月1日启用营运，由中国铁路太原局集团介休车务段管辖。本站是山西省第十一大高铁车站，大西客运专线第十三大车站。

## 歷史
- 2014年7月1日，隨著大西客运专线太原－西安段通車啟用[3]。

## 车站结构
本站布局为2台4线。
| 东↑ |      |                                                              |  |
|     | 侧式 |                                                              |  |
|     | 2    | 到发线                                                       |  |
| Ⅰ道 | 无   | （介休东站）大西高速铁路 下行正线 往西安北站方向（霍州东站） |  |
| Ⅱ道 | 无   | （介休东站）大西高速铁路 上行正线 往怀仁东站方向（霍州东站） |  |
|     | 1    | 到发线                                                       |  |
|     | 侧式 |                                                              |  |
| 西↓ | 站房 | 进出站、接驳交通                                             |  |

## 車站周邊
- 大运高速公路
- 张嵩小学
- 灵石县良种繁殖场

## 外部連結
- 中国铁路客户服务中心 （页面存档备份，存于）